# Pentagon (男子組合)
PENTAGON（韓語：펜타곤，官方簡稱PTG）是韓國Cube娛樂於2016年推出的男子音樂團體，最初由10名成員組成：珍虎、Hui、洪碩、信源、Yeo One、Kino、禹奭、E'Dawn、閆桉、Yuto，並由成員Hui擔任隊長。2018年，E'Dawn因被Cube娛樂解約而退出團體。
2016年5月2日，出道節目《PENTAGON MAKER》首播。2016年10月10日正式出道，發行首張迷你專輯《PENTAGON》，主打歌為《GORILLA》。

## 活動經歷

### 出道前
2013年12月，Hui、E'Dawn、Yeo One、Kino於KBS歌謠盛典，參與特別舞台伴舞。
2014年1月，Hui、E'Dawn、Kino，Mnet《Rain Effect》第三集出鏡。2014年2月，E'Dawn、Kino為泰國歌手James Jirayu見面會伴舞。2014年5月，Hui、E'Dawn、Yeo One、Kino為《漂亮內衣》MV及舞台伴舞。 2014年12月，Hui、E'Dawn、Yeo One、Kino參與Miracle Project慈善計劃，包括Rainbow Concert、送煤炭活動等。
2015年2月，珍虎、Hui參與企劃音源「瑞麟洞孩子們」(서린동 아이들)，與女歌手珠英三人重唱李元鎮《為了剛開始的戀人們》。2015年6月，Yeo One參與孫東雲《キミしか》MV 。2015年8月，Yeo One參與服裝廣告。2015年9月，Yuto參加MBC《偶像運動會 中秋足球賽》。2015年12月，新聞報導CUBE娛樂將在2016年推出新男團PENTAGON。2016年2月，洪碩參與服裝廣告，珍虎以「Mush」名義，參與K.SHIN單曲《Perception (Feat. 황성대, Mush)》。
成員加入Cube的時間分別為：E'Dawn、Kino（2013年、16歲時）、Hui（2013年10月、21歲時)、Yeo One（2013年11月、18歲時）、信源（2014年1月、20歲時）、禹奭（2014年、17歲時）、珍虎（2014年、23歲時）、閆桉（2015年、20歲時）、Yuto（2015年、18歲時）、洪碩（2015年7月、22歲時）。所有成員中，洪碩最晚加入Cube，閆桉最後加入團體出道組。

### 2016年
出道節目《PENTAGON MAKER》、迷你一輯《PENTAGON》、迷你二輯《FIVE SENSES》
4月26日，公開團體預告《PENTAGON Trailer ~come into the world~》。4月27日，公開出道節目預告。5月2日，《PENTAGON MAKER》播出。7月9日，發行Tiger JK、Dok2合作曲。原訂於7月16日舉辦出道演唱會，延期至7月23日後取消。7月25日，出演網絡劇《Spark》。
10月1日，公佈10月10日的出道計劃。10月10日，發行迷你一輯《PENTAGON》，出道曲《GORILLA》，舉辦Showcase「The Museum of PENTAGON」。10月13日，出演MNET《M Countdown》初舞台。 10月24日，信源直播時右邊膝蓋受傷，將暫停活動治療。12月6日，舉辦演唱會「TENTASTC Vol. 1 - Love」。12月7日，發行迷你二輯《Five Senses》，主打《感覺來了 (Can't you feel it)》。12月10日，舉辦首個日本Showcase「PENTAGON First Showcase in Japan」。12月，Billboard's 10 Best New K-Pop Groups In 2016，PENTAGON排名9位。

### 2017年
日本迷你一輯《GORILLA》、韓語迷你三輯《CEREMONY》、迷你四輯《DEMO_01》、迷你五輯《DEMO_02》
3月29日，發行日本迷你一輯《GORILLA》。5月18日，公開由BTOB鄭鎰勳參與製作的先行曲《Beautiful》。5月31日，閆桉練習時右手受傷，將暫停活動治療。6月3日，Hui與E'Dawn以製作人身分參與《Produce 101 第二季》，製作了表演曲《Never》，而後Hui與禹奭參與Wanna One出道曲《Energetic》創作。6月12日，以迷你三輯《CEREMONY》回歸，主打曲《漂亮死了 (Critical Beauty)》。6月10日至12日，舉辦演唱會「TENTASTIC Vol.2 - Trust」。8月3日，舉辦日本初次單獨演唱會「2017 TENTASTIC Live Concert in Japan」。
9月6日，以迷你四輯《DEMO_01》回歸，是首張全自作曲專輯，主打曲《Like This》，演唱會「TENTASTIC Vol.3 - Promise」。11月22日，以迷你五輯《DEMO_02》回歸，為第二張全自作曲專輯，主打曲《RUNAWAY》。11月23日，舉辦演唱會「TENTASTIC Vol.4 - Dream」。

### 2018年
日本二輯《VIOLET》、迷你六輯《Positive》、日本三輯《SHINE》、迷你七輯《Thumbs Up!》、E'Dawn解約、MV破億
1月17日，發行日本迷你二輯《VIOLET》。4月1日，舉辦演唱會「TENTASTIC Vol.5 - Miracle」。4月2日，以迷你六輯《Positive》回歸，主打曲《閃耀（Shine）》。5月1日，韓國時間上午8時，《閃耀》在音源發行29日後，首度進入Melon榜 Top 100，排名95位。其後，公司宣佈宣傳期延長兩周。5月3日、5月10日，M Countdown連續獲得3位，Melon Top 100音源榜最高紀錄為韓國時間5月18日上午8時，排名16位。5月4日，Billboard's World Digital Song Sales Chart中，《閃耀》排名第10位。
8月22日，官方公佈E'Dawn將暫停活動，閆桉因健康因素將暫停活動休養，團體短期內以八人體制活動。8月29日，發行日本迷你三輯《SHINE》。9月10日，以八人體制發行迷你七輯《Thumbs Up!》回歸，主打曲《青蛙 (Naughty Boy)》。截止至9月10日，主打歌《青蛙》在3音源實時榜最佳成績為Melon84位、Bugs43位、Soribada64位。9月13日，Cube娛樂公告E'Dawn被辭退，其後指事件商議中。9月18日，憑著《青蛙》在音樂節目《THE SHOW》登上一位候補，亦是組合首次登上音樂節目的一位侯補。
11月14日，因E'Dawn與泫雅的緋聞，Cube娛樂公告與E'Dawn解約。11月28日，PENTAGON第六張迷你專輯主打歌《閃耀 (Shine)》MV觀看次數突破一億，成為PENTAGON首支單一頻道破億MV。
Pentagon這年所發佈的歌曲及專輯在媒體年终排行榜取得亮眼成績。
- 迷你六輯主打曲《閃耀》
  - Billboard's The 100 Best Songs of 2018，排名69位。[43]
  - Billboard's The 20 Best K-pop Songs of 2018，排名2位。[44]
  - Dazed's The 20 best K-pop songs of 2018，排名18位。[45].
  - Bugs 2018 Year End Top 100，排名89位。[46]
- 迷你七輯《Thumbs Up!》
  - Billboard's The 20 Best K-pop Albums of 2018，排名7位。[47]
- 迷你七輯收錄曲《若夜雨將至》
  - MTV's The 18 best K-pop bsides of 2018，排名11位。[48]
- 日本二輯《VIOLET》
  - Oricon's 2018 Indie Albums ，排名10位。[49]
  - Tower Record's 2018 K-Pop Domestic Album，《Violet》排名8位。[50]
- 日本三輯《SHINE》
  - Oricon's 2018 Indie Albums ，排名4位。

### 2019年
日本首張單曲《COSMO》、迷你八輯《Genie:us》、迷你九輯《SUM(ME:R)》、日本單曲《HAPPINESS / SHA LA LA》
1月起，舉辦首次日本巡演「The First Japan Zepp tour - Dear Cosmo」。2月13日，發行首張原創日語單曲《COSMO》。主打曲《COSMO》由GLAY成員TERU所製作，Oricon單曲日榜最高排名一位，週榜排名四位。
3月27日，發行迷你八輯《Genie:us》回歸，主打曲《開.六.火.晚 (SHA LA LA)》。回歸前夕，Kino因腳傷而缺席音樂節目宣傳活動。4月27至28日，舉辦演唱會「2019 PRISM CONCERT」，並展開巡迴演唱會「2019 PRISM WORLD TOUR」。
7月5日，閆桉再度因健康因素暫停活動。7月17日，以八人體制發行迷你九輯《SUM(ME:R)》回歸，主打曲《接近禁止 (Humph!)》。8月21日，發行第二張日語單曲《HAPPINESS / SHA LA LA》。

### 2020年
正規一輯《UNIVERSE：THE BLACK HALL》、出演《Road to Kingdom》、珍虎入伍、閆桉回歸、日本正規一輯《Universe：The History》、迷你十輯《WE：TH》、初一位
2月12日，以八人體制發行首張正規專輯《UNIVERSE: THE BLACK HALL》回歸，主打曲《Dr. BeBe》。3月5日，發行與GLAY的日本合作單曲《I'm loving you》。4月27日，發行《I'm loving you》韓文版。
4月30日，出演Mnet男團競演綜藝節目《Road to Kingdom》。5月11日，珍虎以現役身份入伍。
9月6日，舉行線上粉絲見面會《PENTAG-ON AIR》。9月17日，官方YouTube頻道發佈《I'VE BEEN KEEPING AN EYE ON YOU》預告，宣布閆桉參與10月回歸的團體活動。9月21日，PENTAGON第六張迷你專輯主打歌《閃耀 (Shine)》MV觀看次數突破二億，成為PENTAGON首支單一頻道破二億MV。9月23日，發行首張日語正規專輯《Universe: The History》
10月12日，發行迷你十輯《WE:TH》回歸，主打曲《雛菊 (Daisy)》。10月19日，Hanteo Chart公佈《WE:TH》首週銷量是64,045。10月20日，憑《雛菊》在《THE SHOW》獲得出道後首個音樂節目一位。11月29日，舉辦線上演唱會《2020 Pentagon Online Concert [WE L:VE]》，後因新冠肺炎疫情改為12月13日。12月18日，發行特別數位單曲《火花（Eternal Flame)》。

### 2021年
Hui入伍、迷你十一輯《LOVE or TAKE》、日本四輯《DO or NOT》
原先公告2020年12月3日，Hui將以社會服役要員身份入伍，後因新冠肺炎疫情隔離中，延後至2月18日入伍。
2月10日，所屬經紀公司Cube娛樂發聲明表示PENTAGON計劃在三月中旬回歸，這是PENTAGON繼10月發表迷你十輯《WE:TH》後，時隔5個月的回歸。
3月15日，發行迷你十一輯《LOVE or TAKE》回歸，主打曲《DO or NOT》。3月16日韓國時間凌晨1點，《DO or NOT》首次在Genie獲得音源榜一位。3月22日，Hanteo Chart公布《LOVE or TAKE》首週銷量為70,731。
6月23日，發行日本迷你四輯《DO or NOT》。
9月29日，因為韓國國防部新冠肺炎疫情的方針，珍虎最後休假後將不歸隊於11月14日正式退伍。
10月2日到10月10日，由國外粉絲促起每天不同首歌bugs榜單1位 (저두요!! Just do it yo!! -> 동백꽃 Camellia -> 那年 那月 那日（그해 그달 그날 / That Year, That Month, That Day) -> Someday -> 청개구리 青蛙 Naughty Boy -> Like this -> 珍貴的約定 소중한 약속 To Universe -> 봄눈 春雪 -> 火花 (불꽃 / Eternal Flame))。
10月10日，五周年紀念YouTube Live「PENTAGON Online Class: 'PTG PRESENTation'」，並公佈團綜計畫。11月12日發布「3355 PentaHouse 삼삼오오 펜타하우스」，於11月24日韓國Olleh TV播放。
12月26日，於官方YouTube頻道發佈預告片《FIND SOMETHING NEW》，並宣布將回歸。

### 2022年
迷你十二輯《IN:VITE U》、洪碩入伍、日本五輯《Feelin' Like》
1月24日，發行迷你十二輯《IN:VITE U》回歸，主打曲《Feelin' Like》。2月4日，憑著《Feelin' Like》在《Music Bank》獲得回歸後首個一位，也是出道後首個無線電視臺音樂節目初一位。2月9日，Yeo One因交通事故腰部受傷，10日起暫停活動治療。2月21日，閆桉因家務事回國。
4月2日及3日，舉辦粉絲見面會《PENTAGON’s PRIVATE PARTY》，為疫情以來首個線下見面會。
5月3日，洪碩以現役身份入伍。
8月9日，Kino發行特別單曲《POSE》solo出道。
9月14日，發行日本五輯《Feelin' Like》。9月15日至17日，舉辦日本演唱會｢PENTAGON 2022 LIVE IN JAPAN ～Feelin' Like～」，為疫情以來首個海外演唱會。
11月17日，Hui正式退伍。
12月26日，洪碩因病退伍。

### 2023年
日本數位單曲《詩 (Shh)》、日本六輯《PADO》
2月3日，Hui參加Mnet選秀《Boys Planet》，取得第13名。
5月10日，發表新單曲《詩 (Shh)》。
5月24日及25日，於日本舉辦粉絲演唱會「PENTAGON 2023 FAN CONCERT ～ UNIVERSE 君への詩 ～」。
6月2日，珍虎參加JTBC選秀《幻影歌手4》，組合獲得12組當中的第3名。
8月30日，發行日本六輯《PADO》。8月30日及31日，於日本舉辦演唱會「2023 PENTAGON CONCERT～Summer Vacation "PADO"～」。
10月9日，官方公告Yeo One、閆桉、Yuto、Kino、禹奭合約到期不續約、結束專屬合約。
10月10日，發行出道7週年紀念單曲《約定（With UNIVERSE）》。
11月6日，官方公告洪碩雙方同意結束專屬合約。
12月21日，信源以社會服役要員身份入伍。

### 2024年
1月16日，Hui發行首張個人迷你專輯《WHUIS ME：Complex》solo出道。
5月2日，Kino發行首張個人迷你專輯《If this is love, I want a refund》。
5月28日，Yeo One以現役身份入伍。

### 2025年
4月15日，官方公告珍虎合約到期不續約、結束專屬合約。
7月16日，官方公告Hui合約到期不續約、結束專屬合約。

## 團體側寫

### 團名、團徽、手勢
團名、團徽、手勢皆是「五角形」，期許成為兼具唱歌/Rap、舞蹈、才華、團隊合作、意志的團體。2016年4月26日，公佈團名、團徽。2017年8月30日，公佈二代團徽。2018年12月4日，使用原團徽。2021年12月27日，公佈三代團徽。

### 口號、外號
問候口號是「TENTASTIC!」，結合團名「PENTAGON」、單詞「Fantastic」、出道日「10月10日」，也有歌迷跟隨在成員身後的含意。2016年6月6日，團體任務，公布「PENTASTIC!」勝出。2016年10月12日，公佈口號改為「TENTASTIC!」。官方外號是「PENTAGONEE」、「TAGONEE」（韓語：펜타곤이、타곤이），來自官方發文常用暱稱。

### 應援色、應援物
官方應援色為「UNINAVY」（韓語：유니네이비），色號是Pantone 282C，結合歌迷名「UNIVERSE」和顏色「NAVY」，「UNI」也有「U & I」的含義，象徵UNIVERSE和PENTAGON是一體。2016年10月7日，公佈手幅。2017年11月10日，公佈應援色、手燈、二代手幅，手燈是有行星環的宇宙星球造型，內有UNIVERSE標誌和團名。
2019年2月24日，公佈三代手幅。

### 歌迷名稱
官方歌迷名為「UNIVERSE」（韓語：유니버스），暱稱作「UNI」、「宇宙」（韓語：유니、우주），出自收錄曲《Pentagon》歌詞，「You are my Universe，Universe，I can be your Pentagon，Hey，你是我的世界」。2017年1月31日，歌迷名稱進行投票，候補有UNIVERSE、11（Yeolhana）、PENTAGRAM。2017年3月7日，公告歌迷名為「UNIVERSE」及標誌。

## 成員
| 藝名       | 藝名      | 藝名 | 本名     | 本名       | 本名           | 官方定位             |
| 中文       | 羅馬拼音  | 韩文 | 中文     | 韩文       | 羅馬拼音       | 官方定位             |
| ---------- | --------- | ---- | -------- | ---------- | -------------- | -------------------- |
| 珍虎       | Jin Ho    | 진호 | 趙珍虎   | 조진호     | Cho Jin Ho     | 主唱                 |
| Hui        | Hui       | 후이 | 李會澤   | 이회택     | Lee Hoe Taek   | 隊長、主唱、領舞     |
| 洪碩       | Hong Seok | 홍석 | 梁洪碩   | 양홍석     | Yang Hong Seok | 領唱                 |
| 信源       | Shin Won  | 신원 | 高信源   | 고신원     | Koh Shin Won   | 副唱、門面           |
| Yeo One    | Yeo One   | 여원 | 呂暢九   | 여창구     | Yeo Chang Gu   | 領唱                 |
| 閆桉       | Yan An    | 옌안 | 閆桉     | 옌안       | Yan An         | 副唱、門面           |
| Yuto       | Yuto      | 유토 | 安達祐人 | 아다치유토 | Adachi Yuto    | 主Rapper、領舞、忙內 |
| Kino       | Kino      | 키노 | 姜炯求   | 강형구     | Kang Hyung Gu  | 副唱、主領舞、忙内   |
| 禹奭       | Woo Seok  | 우석 | 鄭禹奭   | 정우석     | Jung Woo Seok  | 主Rapper、忙內       |
| 已退團成員 |           |      |          |            |                |                      |
| E'Dawn     | E'Dawn    | 이던 | 金曉鐘   | 김효종     | Kim Hyo Jong   | 主Rapper、主領舞     |

### 成員分組
| 分組        | 成員                                       | 備註            |
| ----------- | ------------------------------------------ | --------------- |
| Vocal Unit  | 珍虎、Hui、洪碩、信源、Yeo One、閆桉、Kino |                 |
| Rap Unit    | Yuto、禹奭                                 |                 |
| Ballad Unit | 珍虎、洪碩、信源、Yeo One、閆桉            |                 |
| Hiphop Unit | Hui、Kino、Yuto、禹奭                      |                 |
| 中文組      | 珍虎、Hui、洪碩、Yeo One、閆桉             |                 |
| 日語組      | 信源、Yuto、Kino、禹奭                     |                 |
| 英語組      | 珍虎、Hui、洪碩、Kino                      | [ 69 ]          |
| 宿舍A       | Hui、洪碩、信源、Kino                      | [ 144 ] [ 145 ] |
| 宿舍B       | 珍虎、Yeo One、閆桉、Yuto、禹奭            | [ 146 ] [ 147 ] |
| 工作室一    | Hui、禹奭                                  | [ 148 ] [ 149 ] |
| 工作室二    | Kino、信源                                 |                 |
| 工作室三    | Yuto                                       |                 |
| 工作室四    | 珍虎                                       |                 |

### 韓國音樂著作權協會
| 成員     | 登記名字         | 編號                            | 歌曲列表        |
| -------- | ---------------- | ------------------------------- | --------------- |
| 趙珍虎   | 진호/조진호      | 10012815 （页面存档备份，存于） | [ 150 ] [ 151 ] |
| 李會澤   | 후이             | 10012816 （页面存档备份，存于） | [ 152 ] [ 153 ] |
| 梁洪碩   | 홍석             | 10012819 （页面存档备份，存于） | [ 154 ] [ 155 ] |
| 高信源   | 신원/고신원      | 10019475 （页面存档备份，存于） | [ 156 ] [ 157 ] |
| 呂暢九   | 여원/여창구      | 10012817 （页面存档备份，存于） | [ 158 ] [ 159 ] |
| 閆桉     | YAN AN/옌안      | Z9999900                        | [ 160 ] [ 161 ] |
| 安達祐人 | 유토/ADACHI YUTO | 10012821 （页面存档备份，存于） | [ 162 ] [ 163 ] |
| 姜炯求   | 키노             | 10012820 （页面存档备份，存于） | [ 164 ] [ 165 ] |
| 鄭禹奭   | 우석/정우석      | 10012818 （页面存档备份，存于） | [ 166 ] [ 167 ] |

## 音樂作品
| 【韓語作品】 正規專輯 - 2020年：UNIVERSE: THE BLACK HALL 迷你專輯 - 2016年：PENTAGON - 2016年：Five Senses - 2017年：CEREMONY - 2017年：Demo_01 - 2017年：Demo_02 - 2018年：Positive - 2018年：Thumbs Up! - 2019年：Genie:us - 2019年：SUM(ME:R) - 2020年：WE:TH - 2021年：LOVE or TAKE - 2022年：IN:VITE U 數位單曲 - 2016年：年輕 - 2020年：火花 (Eternal Flame) - 2021年：Cerberus (Yuto & Kino & 禹奭) - 2023年：約定 (With UNIVERSE) OST - 2021年：Honey Drop（Replay OST Part.1） - 2020年：Twenty-Twenty（TWENTY - TWENTY OST Part.1） - 2022年：A-HA!（@User not found OST Part.2） | 【日語作品】 正規專輯 - 2020年：Universe: The History 迷你專輯 - 2017年：GORILLA - 2018年：VIOLET - 2018年：SHINE - 2021年：DO or NOT - 2022年：Feelin' Like - 2023年：PADO 單曲專輯 - 2019年：COSMO - 2019年：HAPPINESS / SHA LA LA 數位單曲 - 2020年：雛菊 (Daisy) - 2023年：詩 (Shh) | 【華語作品】 數位單曲 - 2020年：雛菊 (Daisy) - 2021年：DO or NOT 【英語作品】 數位單曲 - 2021年：DO or NOT |

## 獎項

### 大型頒獎禮獎項
| 年份   | 日期     | 頒獎禮                                   | 獎項                        | 備註            |
| ------ | -------- | ---------------------------------------- | --------------------------- | --------------- |
| 2017年 | 6月24日  | Asia Model Festival Awards               | New Star Award              | [ 168 ]         |
| 2017年 | 9月20日  | 第1屆 Soribada Best K-Music Awards       | 新人獎                      | [ 169 ]         |
| 2017年 | 9月24日  | 10th KMF 2017                            | Rising star Award           | [ 170 ]         |
| 2018年 | 11月28日 | 2018 Korea Culture Entertainment Award   | KPop Singer Award           | [ 171 ]         |
| 2018年 | 12月20日 | 2018 KOREA POPULAR MUSIC AWARDS          | 大眾歌唱實演獎              | [ 172 ]         |
| 2019年 | 6月9日   | Asia Model Festival Awards               | Popular Star Award (Singer) | [ 173 ]         |
| 2019年 | 8月1日   | M2 X Genie Music Awards                  | M2 Hot Star Award           |                 |
| 2019年 | 11月5日  | 2019 Korea Volunteer Awards 韓國奉仕大賞 | 本賞                        | [ 174 ] [ 175 ] |
| 2020年 | 11月28日 | Asia Artist Awards 2020                  | ICON AWARD                  |                 |
| 2021年 | 12月2日  | Asia Artist Awards 2021                  | BEST CHOICE                 |                 |
| 2022年 | 8月25日  | HEART DREAM AWARDS                       | K Global Hot Star           |                 |
| 2022年 | 12月13日 | Asia Artist Awards 2022                  | BEST CHOICE                 |                 |

### 音樂節目獎項
| 年份   | 日期     | 電視台  | 節目名稱   | 獲獎歌曲     | 排名 | 備註    |
| ------ | -------- | ------- | ---------- | ------------ | ---- | ------- |
| 2020年 | 10月20日 | SBS MTV | THE SHOW   | Daisy        | 1位  | [ 176 ] |
| 2022年 | 2月4日   | KBS2    | Music Bank | Feelin' Like | 1位  | [ 177 ] |

### 韓國主要音樂節目排行榜
| 主打歌曲排名成績 | 主打歌曲排名成績                                      | 主打歌曲排名成績      | 主打歌曲排名成績    | 主打歌曲排名成績       | 主打歌曲排名成績 | 主打歌曲排名成績            | 主打歌曲排名成績       | 主打歌曲排名成績                            |
| 專輯 | 歌曲                                                  | Mnet 《M! Countdown》 | KBS2 《Music Bank》 | MBC 《Show! 音樂中心》 | SBS 《人氣歌謠》 | MBC Music 《Show Champion》 | SBS MTV 《THE SHOW》   | 備註                                        |
| 2016年 | 2016年                                                | 2016年                | 2016年              | 2016年                 | 2016年           | 2016年                      | 2016年                 | 2016年                                      |
| --- | ----------------------------------------------------- | --------------------- | ------------------- | ---------------------- | ---------------- | --------------------------- | ---------------------- | ------------------------------------------- |
| PENTAGON | Gorilla                                               | 11                    | /                   |                        | /                | /                           | 未參與《The Show》放送 | 出道 信源腳傷不參與部份打歌活動             |
| FIVE SENSES | 感覺來了 (Can't you feel it)                          | 4                     | /                   |                        | /                | /                           | 未參與《The Show》放送 |                                             |
| 2017年 |                                                       |                       |                     |                        |                  |                             |                        |                                             |
| CEREMONY | 漂亮死了 (Critical Beauty)                            | 6                     | 36                  | 39                     | /                | 17                          | 未參與《The Show》放送 | 閆桉手傷不參與打歌活動                      |
| DEMO_01 | Like This                                             | 7                     | /                   | /                      | /                | 17                          | 未參與《The Show》放送 |                                             |
| DEMO_02 | RUNAWAY                                               | 8                     | /                   | /                      | /                | /                           | 未參與《The Show》放送 |                                             |
| 2018年 |                                                       |                       |                     |                        |                  |                             |                        |                                             |
| Positive | 閃耀 (Shine)                                          | 3                     | 22                  | 6                      | 9                | 8                           | 未參與《The Show》放送 |                                             |
| Thumbs Up! | 青蛙 (Naughty Boy)                                    | 4                     | 31                  | 28                     | /                | 8                           | 3                      | 首次進入一位候補 閆桉、E'Dawn不參與打歌活動 |
| 2019年 |                                                       |                       |                     |                        |                  |                             |                        |                                             |
| Genie:us | 開.六.火.晚 (SHA LA LA)                               | 5                     | 30                  | 37                     | /                | 8                           | 2                      | Kino腳傷不參與打歌活動                      |
| SUM(ME:R) | 接近禁止 (Humph!)                                     | 2                     | 37                  | /                      | /                | 3                           | 2                      | 閆桉健康因素不參與打歌活動                  |
| 2020年 |                                                       |                       |                     |                        |                  |                             |                        |                                             |
| UNIVERSE: THE BLACK HALL | Dr. BeBe                                              | 3                     | /                   | 10                     | /                | 3                           | 3                      | 閆桉健康因素不參與打歌活動                  |
| WE:TH | 雛菊 (Daisy)                                          | 3                     | 12                  | 31                     | 18               | 3                           | 1                      | 初一位 珍虎入伍不參與打歌活動               |
| 2021年 |                                                       |                       |                     |                        |                  |                             |                        |                                             |
| LOVE or TAKE | DO or NOT                                             | 4                     | 8                   | 8                      | 11               | 4                           | 2                      | 珍虎、Hui入伍不參與打歌活動                 |
| 2022年 |                                                       |                       |                     |                        |                  |                             |                        |                                             |
| IN:VITE U | Feelin' Like                                          | 2                     | 1                   | /                      | /                | /                           | 未參與《The Show》放送 | Hui入伍不參與打歌活動                       |
| \| - 「*」：打榜中 - 「/」：未有相關資料 - 「(1)」：兩星期冠軍 - 「[1]」：三星期冠軍 \| - 「{1}」：四星期冠軍 - 「 」：該段時期未設立排行榜。 \| |                                                       |                       |                     |                        |                  |                             |                        |                                             |
| - 「*」：打榜中 - 「/」：未有相關資料 - 「(1)」：兩星期冠軍 - 「[1]」：三星期冠軍                                                                | - 「{1}」：四星期冠軍 - 「 」：該段時期未設立排行榜。 |                       |                     |                        |                  |                             |                        |                                             |

| 各台冠軍歌曲統計 | 各台冠軍歌曲統計 | 各台冠軍歌曲統計 | 各台冠軍歌曲統計 | 各台冠軍歌曲統計 | 各台冠軍歌曲統計 |
| Mnet             | KBS              | MBC              | SBS              | MBC Music        | SBS MTV          |
| ---------------- | ---------------- | ---------------- | ---------------- | ---------------- | ---------------- |
| 0                | 1                | 0                | 0                | 0                | 1                |
| 一位總數：2      |                  |                  |                  |                  |                  |

## 外部連結
官方連結
- CUBE - PENTAGON
- PENTAGON的Daum Cafe
- PENTAGON的X（前Twitter）
- PENTAGON的Instagram帳戶
- PENTAGON的Facebook專頁
- PENTAGON（页面存档备份，存于）官方V LIVE頻道
- YouTube上的PENTAGON頻道（英文）
- PENTAGON Staff的X（前Twitter）
- PENTAGON JAPAN（页面存档备份，存于）的Fan Club（日語）
- PENTAGON JAPAN的X（前Twitter）（日語）
- YouTube上的PENTAGON VEVO JAPAN頻道（日語）
- PENTAGON的微博（页面存档备份，存于） （繁體中文）
- PENTAGON的微博 （页面存档备份，存于） （简体中文）
- PENTAGON的微博（页面存档备份，存于） （简体中文）
- PENTAGON的哔哩哔哩个人空间 （简体中文）

珍虎連結
- 珍虎的Instagram帳戶

Hui連結
- Hui的Instagram帳戶

洪碩連結
- 洪碩的Instagram帳戶

信源連結
- goprofashional的Instagram帳戶

Yeo One連結
- Yeo One的Instagram帳戶

閆桉連結
- 閆桉的Instagram帳戶
- 閆桉的新浪微博（简体中文）

Yuto連結
- Yuto
- Yuto的X（前Twitter）（日語）
- Yuto的Instagram帳戶
- Yuto的SoundCloud页面（英文）
- YouTube上的Yuto頻道 （页面存档备份，存于） （日語）

Kino連結
- Kino的Instagram帳戶
- Kino的SoundCloud页面（英文）
- YouTube上的Kino頻道 （页面存档备份，存于）

禹奭連結
- 禹奭的Instagram帳戶